# Grevinde X
Grevinde X er en dansk stumfilm fra 1909 produceret af Nordisk Films Kompagni og instrueret af Viggo Larsen.
Filmen havde dansk premiere den 8. oktober 1909 i Biograf Teateret og fik den samme måned premiere i USA under titlen The Red Domino. Senere på året fik den premiere i Australien. I tysktalende lande blev filmen distribueret som Der Rote Domino.

## Handling
Grevinde X modtager under en fest en ung mand, som bringer hende en besked fra en ven, som hun troede var i eksil. Han beder hende komme og se ham samme aften for at aftale med ham, hvordan de kan hævne sig på deres fælles fjende, prinsen. Samtalen overhøres af en ung diplomat, Baron Lerche, der har gemt sig bag et gardin. Han skynder sig væk fra selskabet og vender kort efter tilbage i et andet sæt tøj. Han holder øje med grevinden og lister efter hende om natten, hvor hun går til et afsides beliggende hus. Han lister ind i huset, hvor han overhører en plan om at dræbe prinsen. Kort efter afholder prinsen et maskebal. Grevinden, i spansk dragt, og baronen, i rød domino, er blandt gæsterne. Da grevinden ser, at den røde domino bliver ved med at se på hende, henvender hun sig dristigt til ham, tager hans arm og fører ham hen mod en gruppe gæster, som er hendes venner og medskyldige. Der skriver hun med hænderne på ryggen på sit balkort: "Få den røde domino af vejen." Kortet bliver med det samme taget op, læst og forstået, og i næste øjeblik tager en dame med uimodståelig elskværdighed baronens arm og fører ham til et fjerntliggende rygerum. Baronen er meget bange for at lade den farlige grevinde ude af syne, og er ved at forlade lokalet igen, da to maskerede herrer kaster ham til jorden, knebler og binder ham og efterlader ham. Baronen ønsker dog ikke at opgive det spændende spil. Ved at anstrenge enhver fiber i sin krop lykkes det ham at rulle sig videre til en cigar-lighter, som han benytter til at brænde hans bånd. Da han er fri, springer han ud af vinduet og nede i haven tilkalder han to politifolk, som han havde bedt om at holde i nærheden af stedet, og går så tilbage til festsalen. I mellemtiden lykkes det grevinden at få prinsen væk fra festen. Han er meget betaget af hende og tager hende med til et kabinet, hvor han kan tale med hende alene. De får en flaske champagne, og nu kan prinsen ikke længere holde sine følelser tilbage, men falder på knæ og erklærer hende sin kærlighed. Grevinden ser på muligheden; hun smiler opmuntrende, lægger sin venstre arm om hans hals, og med højre hånd smider hun et giftigt pulver i hans glas. Men i netop dette øjeblik bliver hendes arm grebet af baronen, som kommer frem bag gardinet. Grevinden springer op, men da hun ser, at spillet er ude, besvimer hun. Med få ord forklarer baronen, hvad der er sket. Han kalder på tjenerne, som bærer grevinden ud, og så går han ind i festsalen igen. Med revolveren i hånden får han gæsterne til at tage maskerne af, og nu peger han på konspiratorerne én efter én. Politifolkene fører dem bort, og gæsterne samles om prinsen og baronen med ivrige spørgsmål, men prinsen svarer smilende: "Mine kære gæster, lad ikke denne lille hændelse forstyrre vores fornøjelse, det var kun et forsøg på at tage mit liv."

## Medvirkende
- Viggo Larsen
- August Blom
- Gudrun Kjerulf
- Elith Pio
- Gustav Lund
- Agnes Lorentzen